# Marathon de Los Angeles
Le Marathon de Los Angeles est une épreuve de course à pied sur route de 42,195 km se déroulant à Los Angeles, aux États-Unis.
La première édition du marathon de Los Angeles a eu lieu en 1986. Phoebe Beasley est l'artiste officielle du marathon.
Depuis 2020, l'événement est sponsorisé par ASICS et s'intitule officiellement le Marathon de Los Angeles présenté par ASICS.

## Vainqueurs
| Année | Hommes                 | Pays       | Temps           |                      | Femmes                            | Pays            | Temps |
| 2019  | Elisha Barno           | Kenya      | 2 h 11 min 45 s | Askale Marachi       | Éthiopie                          | 2 h 24 min 11 s |       |
| 2018  | Weldon Kirui           | Kenya      | 2 h 11 min 47 s | Sule Gedo            | Éthiopie                          | 2 h 33 min 50 s |       |
| 2017  | Elisha Barno           | Kenya      | 2 h 11 min 53 s | Hellen Jepkurgat     | Kenya                             | 2 h 34 min 24 s |       |
| 2016  | Weldon Kirui           | Kenya      | 2 h 13 min 06 s | Nataliya Lehonkova   | Ukraine                           | 2 h 30 min 40 s |       |
| 2015  | Daniel Kiprop Limo     | Kenya      | 2 h 10 min 36 s | Ogla Jerono Kimaiyo  | Kenya                             | 2 h 34 min 10 s |       |
| 2014  | Burka Gebo             | Éthiopie   | 2h 10 min 37 s  | Amane Gobena         | Éthiopie                          | 2 h 27 min 22 s |       |
| 2013  | Mose Erick             | Kenya      | 2 h 09 min 44 s | Aleksandra Duliba    | Biélorussie                       | 2 h 25 min 39 s |       |
| 2012  | Simon Njoroge          | Kenya      | 2 h 12 min 12 s | Fatuma Sado          | Éthiopie                          | 2 h 25 min 39 s |       |
| 2011  | Markos Geneti          | Éthiopie   | 2 h 06 min 35 s | Buzunesh Deba        | Éthiopie                          | 2 h 26 min 34 s |       |
| 2010  | Wesley Korir           | Kenya      | 2 h 09 min 19 s | Edna Kiplagat        | Kenya                             | 2 h 25 min 38 s |       |
| 2009  | Wesley Korir           | Kenya      | 2 h 08 min 24 s | Tatyana Arkhipova    | Russie                            | 2 h 25 min 59 s |       |
| 2008  | Laban Moiben           | Kenya      | 2 h 13 min 50 s | Tatyana Aryasova     | Russie                            | 2 h 29 min 09 s |       |
| 2007  | Fred Mogaka            | Kenya      | 2 h 17 min 14 s | Ramilya Burangulova  | Russie                            | 2 h 37 min 54 s |       |
| 2006  | Benson Cherono         | Kenya      | 2 h 08 min 40 s | Lidiya Grigoryeva    | Russie                            | 2 h 25 min 10 s |       |
| 2005  | Mark Saina             | Kenya      | 2 h 09 min 35 s | Lyubov Denisova      | Russie                            | 2 h 26 min 11 s |       |
| 2004  | David Kirui            | Kenya      | 2 h 13 min 41 s | Tatyana Podznyakova  | Ukraine                           | 2 h 30 min 17 s |       |
| 2003  | Mark Yatich            | Kenya      | 2 h 09 min 52 s | Tatyana Podznyakova  | Ukraine                           | 2 h 29 min 40 s |       |
| 2002  | Steven Ndungu          | Kenya      | 2 h 10 min 27 s | Lyubov Denisova      | Russie                            | 2 h 28 min 49 s |       |
| 2001  | Steven Ndungu          | Kenya      | 2 h 13 min 13 s | Elana Paramonova     | Russie                            | 2 h 35 min 58 s |       |
| 2000  | Benson Mutiisya Mbithi | Kenya      | 2 h 11 min 55 s | Jane Salumäe         | Estonie                           | 2 h 33 min 33 s |       |
| 1999  | Simon Bor              | Kenya      | 2 h 09 min 25 s | Irina Bogacheva (de) | Kirghizistan                      | 2 h 30 min 32 s |       |
| 1998  | Zebedayo Bayo          | Tanzanie   | 2 h 11 min 21 s | Lornah Kiplagat      | Kenya                             | 2 h 33 min 58 s |       |
| 1997  | Chaham El Maati        | Maroc      | 2 h 14 min 16 s | Lornah Kiplagat      | Kenya                             | 2 h 33 min 50 s |       |
| 1996  | Jose Luis Molina       | Costa Rica | 2 h 13 min 23 s | Lyubov Klochko       | Ukraine                           | 2 h 30 min 30 s |       |
| 1995  | Rolando Vera           | Équateur   | 2 h 11 min 39 s | Nadia Prasad         | Nouvelle-Calédonie                | 2 h 29 min 48 s |       |
| 1994  | Paul Pilkington        | États-Unis | 2 h 12 min 13 s | Olga Appell          | États-Unis                        | 2 h 28 min 12 s |       |
| 1993  | Joselido Rocha         | Brésil     | 2 h 14 min 28 s | Lyubov Klochko       | Ukraine                           | 2 h 39 min 48 s |       |
| 1992  | John Treacy            | Irlande    | 2 h 12 min 29 s | Madina Biktagirova   | Communauté des États indépendants | 2 h 26 min 23 s |       |
| 1991  | Mark Plastes           | États-Unis | 2 h 10 min 29 s | Cathy O'Brien        | États-Unis                        | 2 h 29 min 38 s |       |
| 1990  | Pedro Ortíz            | Colombie   | 2 h 11 min 54 s | Julie Isphording     | États-Unis                        | 2 h 32 min 25 s |       |
| 1989  | Art Boileau            | Canada     | 2 h 13 min 01 s | Zoya Ivanova         | Union soviétique                  | 2 h 34 min 42 s |       |
| 1988  | Martín Mondragón       | Mexique    | 2 h 10 min 19 s | Blanca Jaime         | Mexique                           | 2 h 36 min 11 s |       |
| 1987  | Art Boileau            | Canada     | 2 h 13 min 08 s | Nancy Ditz           | États-Unis                        | 2 h 35 min 24 s |       |
| 1986  | Ric Sayre              | États-Unis | 2 h 12 min 59 s | Nancy Ditz           | États-Unis                        | 2 h 36 min 27 s |       |